# Hans Herschel

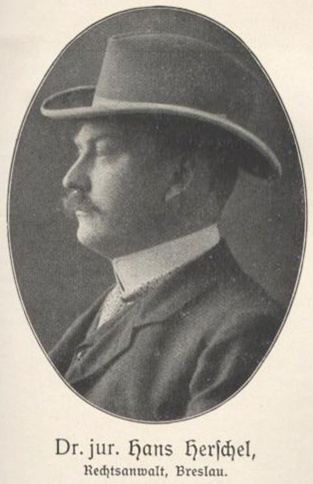
Hans Herschel, 1909

Hans Herschel

Hans Herschel (* 14. Mai 1875 in Oppeln; † 4. Dezember 1930 in Breslau) war ein deutscher Politiker (Zentrum).

## Leben und Wirken
Herschel wurde als Sohn eines Schuhmachermeisters und Stadtrats in Oppeln geboren. Er besuchte die Volksschule und das Gymnasium in seiner Geburtsstadt. Von 1894 bis 1897 studierte Herschel Rechtswissenschaften in Freiburg im Üechtland, Halle an der Saale und Breslau. Zwischendurch weilte er mehrfach in Frankreich und England. Von 1897 bis 1902 war Herschel Referendar in Oppeln und Breslau. Die erste juristische Staatsprüfung legte er 1897 ab, die zweite folgte 1901. Später promovierte er zum Dr. jur. Danach war er Assessor in Hirschberg und Schweidnitz. 1903 ließ er sich als Anwalt in Breslau nieder. Ab 1905 arbeitete er beim Oberlandesgericht der Stadt und wurde 1908 Mitglied der Stadtverordnetenversammlung, der er bis 1924 angehörte. Daneben war er Vorsitzender des katholischen Volksausschusses der Stadt.
1917 wurde Herschel Stadtverordnetenvorsteher-Stellvertreter in der Breslauer Stadtverordnetenversammlung. 1918 wurde er Mitglied des Provinziallandtages. Im Januar 1919 wurde Herschel als Kandidat des Zentrums für den Wahlkreis 10 (Oppeln) in die Weimarer Nationalversammlung gewählt. Anschließend gehörte er bis zum November 1922 dem Reichstag an. Im Reichstag gehörte Herschel dem Auswärtigen Ausschuss an, außerdem war er kurzzeitig Fraktionssprecher seiner Partei. Daneben war Herschel von 1920 bis 1923 Mitglied des Rats für Oberschlesien.
Ab 1924 amtierte Herschel als Bürgermeister von Breslau. Herschel war Mitglied der katholischen Studentenverbindungen KDStV Teutonia Fribourg und KDStV Winfridia (Breslau) Münster.

## Schriften
- Rechtskraft der strafprozessualen Entscheidungen über Einziehung und Unbrauchbarmachung, 1897.
- Sicherung der Bauforderungen, 1901.
- Ehrenschutz ohne Duelle, 1906.
- Geistige und soziale Strömungen im BGB, 1907.
- Katholizismus und Abstimmung, in: Der Tag Nr. 17, 21. Januar 1921, S. 1f.[3]
- Für ein ungeteiltes deutsches Oberschlesien!. Öffentliche Protest-Versammlung unter dem Vorsitz von A. von Harnack am 15. Juli 1921 im großen Saal d. Philharmonie zu Berlin. Ansprache von Gerhart Hauptmann. Redner: Herschel [u. a.], Berlin 1921.